# Jordanisch-osttimoresische Beziehungen
Die Jordanisch-osttimoresische Beziehungen beschreiben das zwischenstaatliche Verhältnis des Jordaniens und Osttimor.

## Geschichte
Jordanien und Osttimor nahmen am 22. November 2024 diplomatische Beziehungen auf.

## Diplomatie
Die beiden Staaten haben keine Botschaft im jeweils anderen Land.

## Wirtschaft
Für 2018 gibt das Statistische Amt Osttimors keine Handelsbeziehungen zwischen Osttimor und dem Jordanien an.